# Enter the Realm
Enter the Realm är det amerikanska heavy metal/power metal-bandet Iced Earths första demoalbum under namnet "Iced Earth", självutgiven som kassett 1989.

## Låtlista
Sida A
1. "Enter the Realm" (instrumental) – 0:54
2. "Colors" – 5:05
3. "Nightmares" – 3:42
4. "To Curse the Sky" – 4:46
5. "Solitude" (instrumental) – 1:43
6. "Iced Earth" – 5:33

Sida B
1. "Enter the Realm" (instrumental) – 0:54
2. "Colors" – 5:05
3. "Nightmares" – 3:42
4. "To Curse the Sky" – 4:46
5. "Solitude" (instrumental) – 1:43
6. "Iced Earth" – 5:33

## Medverkande
Iced Earth
- Gene Adam – sång
- Randy Shawver – sologitarr
- Jon Schaffer – rytmgitarr, sång
- Dave Abell – basgitarr
- Greg Seymour – trummor

Produktion
- Iced Earth – producent
- Tom Morris – ljudtekniker, ljudmix
- Jim Morris – ljudtekniker
- Brian Rathert – omslagskonst